# Melo Movie
Melo Movie (멜로무비?, MellomubiLR) è una serie televisiva sudcoreana distribuita da Netflix il 14 febbraio 2025.

## Trama
Ko Gyeom è un critico cinematografico appassionato di cinema che sogna di guardare ogni film mai realizzato; la sua amica Kim Mu-bee, invece, è un'aspirante regista determinata a lasciare il segno, ma ha un passato complicato che la trattiene. I due si allontanano a causa di un incidente, salvo poi ritrovarsi anni dopo quando Gyeom si trasferisce accanto a Mu-bee: la ritrovata vicinanza riaccende i loro sentimenti, ma riporta anche alla luce vecchie ferite e problemi irrisolti.

## Personaggi e interpreti
- Ko Gyeom, interpretato da Choi Woo-shik
- Kim Mu-bee, interpretata da Park Bo-young
- Hong Si-jun, interpretato da Lee Jun-young
- Son Ju-a, interpretata da Jeon So-nee